# Bigtã e Teres

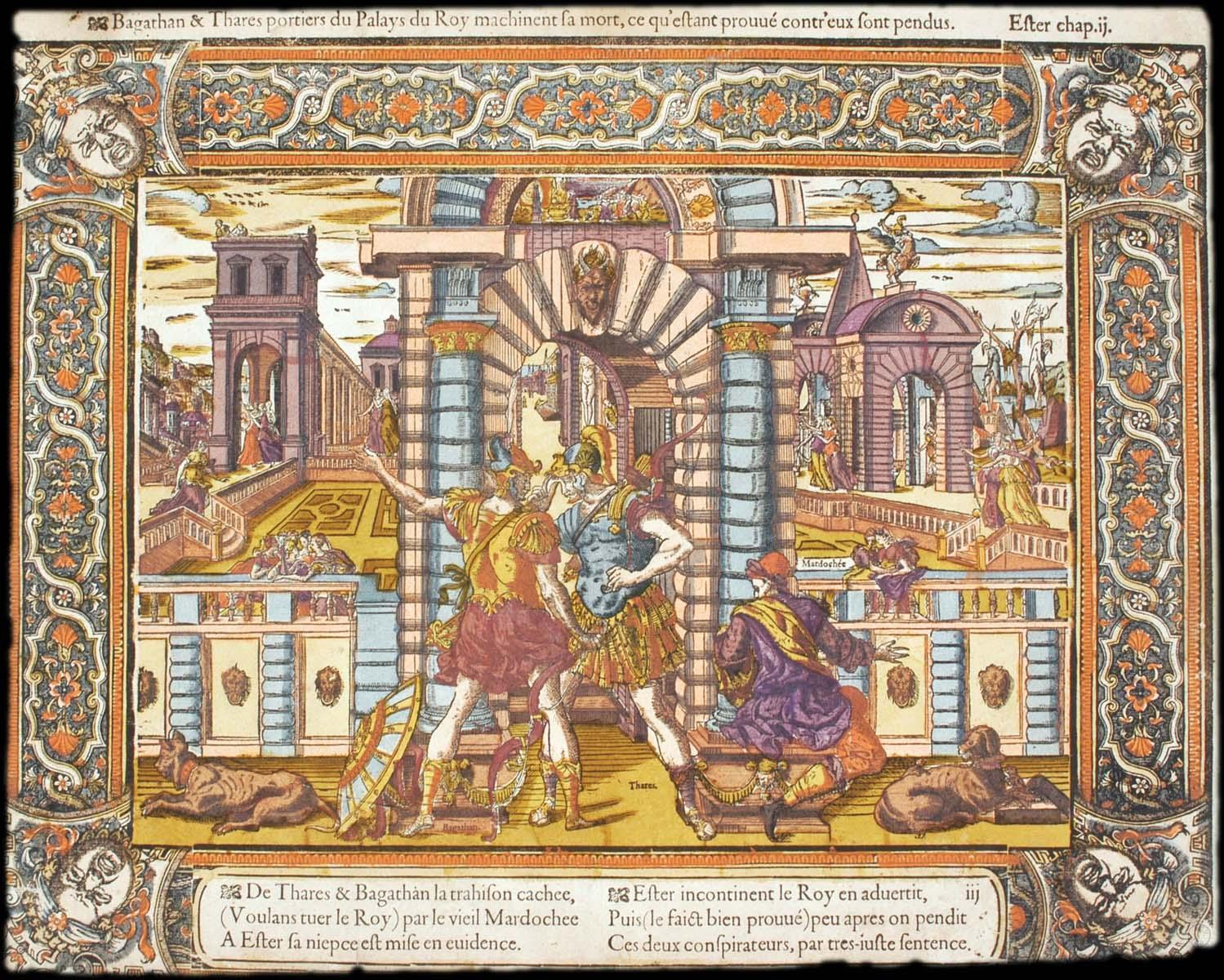
Representação de Bigtã e Teres por Antoine Caron

Bigtã e Teres eram, de acordo com o Livro de Ester, dois eunucos a serviço do rei persa Assuero. Mordecai descansou no pátio um dia e ouviu esses dois eunucos conspirando para matar o rei. Ele passou a informar o rei por meio de Ester, frustrando assim a trama. Bigtã e Teres foram enforcados, e o incidente foi registrado nos arquivos reais. Posteriormente Mordecai foi recompensado pelo rei.
De acordo com adições gregas ao Livro de Ester disponível na Septuaginta, eles são conhecidos como Gabata e Tarra (grego koiné: Γαβαθά καὶ Θαρρα). Bigtã, também chamado de Bigtana, é um nome persa que significa "Dom de Deus".